# Stenacron interpunctatum
Stenacron interpunctatum är en dagsländeart som först beskrevs av Thomas Say 1839.  Stenacron interpunctatum ingår i släktet Stenacron och familjen forsdagsländor. Inga underarter finns listade i Catalogue of Life.

## Bildgalleri

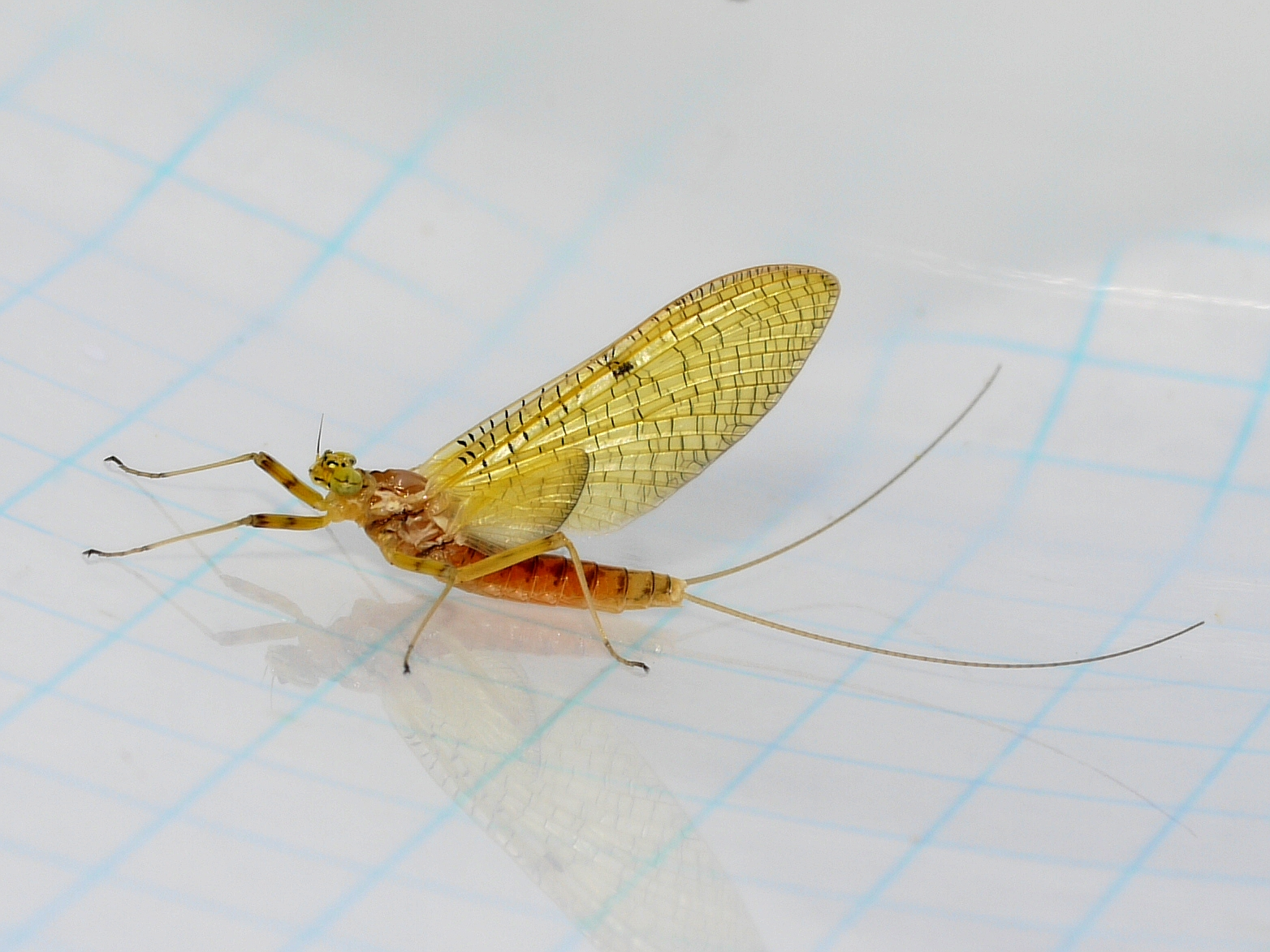
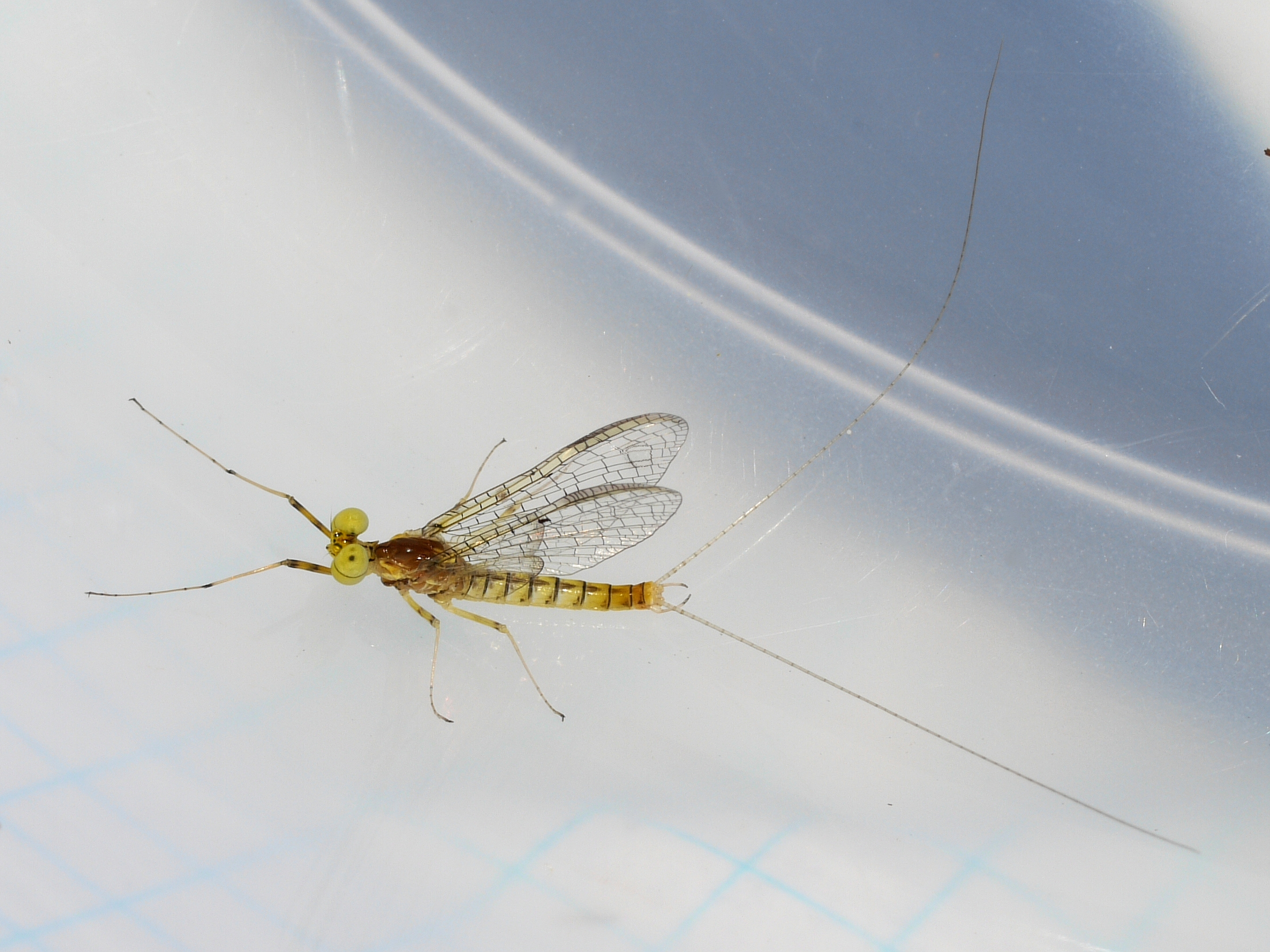